# حديث الذات
حديث الذات

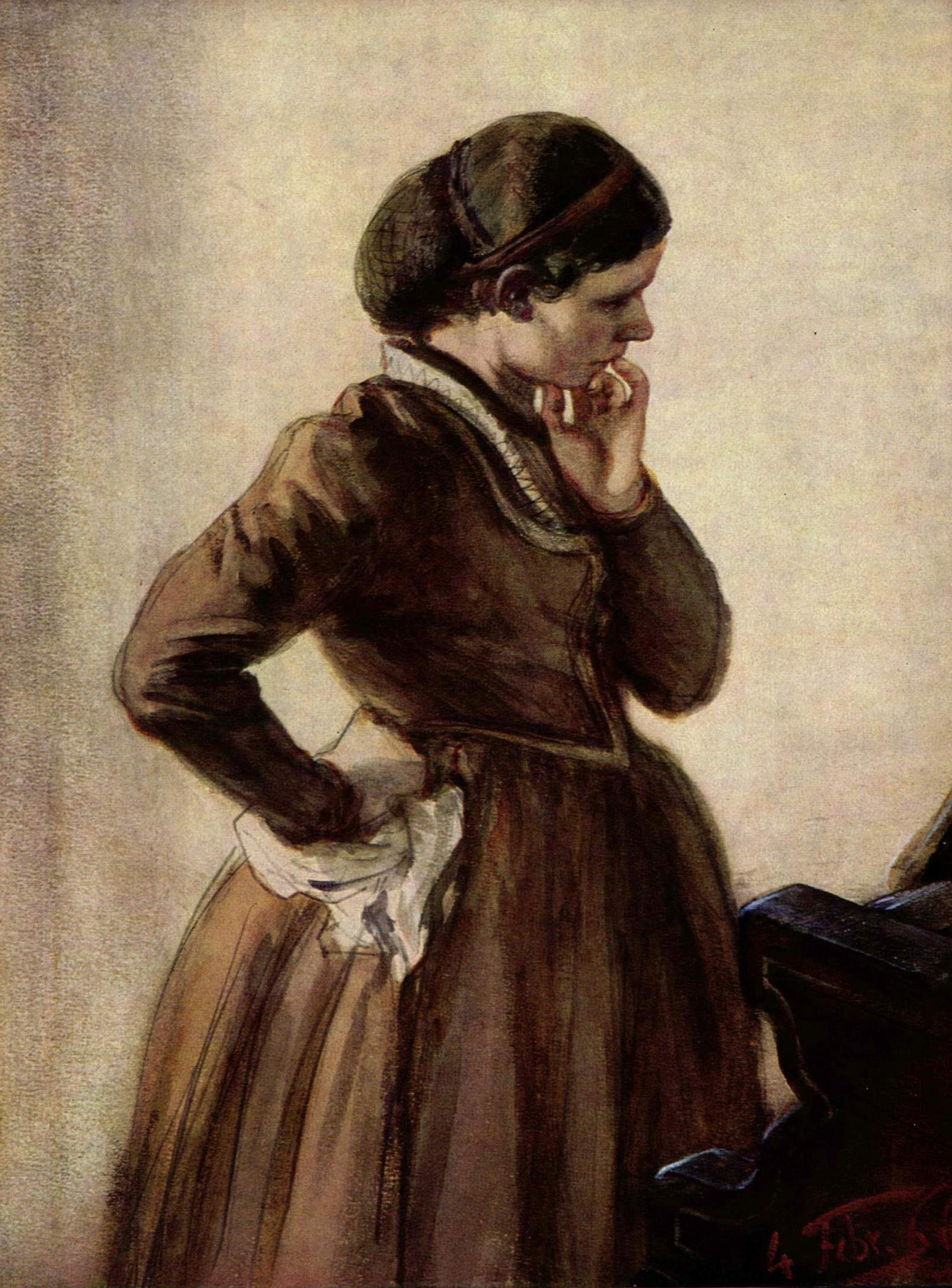

حديث الذات، ويسمى أيضًا بالتحدث مع الذات، أو الكلام الداخلي، أو خطاب الباطن أو خطاب داخلي، هو الصوت الداخلي للشخص والذي فيه حديث لفظي مستمر للأفكار التي تتبادر للذهن في حالة الوعي. عادة ما يكون مرتبطًا بإحساس الشخص بذاته. وهو مهم خصوصا في عملية التخطيط، وحل المشكلات، والتأمل الذاتي، وتكوين الصورة الذاتية، والتفكير النقدي، والعواطف، والقراءة الصامتة. ونتيجة وجود حديث كهذا في دواخلنا، فإن عدد من الاضطرابات العقلية تظهر بسببه كالاكتئاب، ويدخل أيضا في علاج بعض منها مثل العلاج السلوكي الإدراكي الذي يسعى إلى تخفيف الأعراض من خلال تزويد المرء باستراتيجيات تنظم سلوكه الإدراكي. وقد يجسد كل من المعتقدات التي نعيها والتي لا نعيها.
وفي بعض الأحيان، قد يعتقد الناس أن الكلام الداخلي يأتي من مصدر خارجي، كما هو الحال مع الهلوسات السمعية الانفصامية. بالإضافة إلى ذلك، يوجد أشخاص ليس لديهم حديث ذاتي لفظي (انظر § غياب حديث الذات).ويسمى التدفق الواسع للأفكار والتجارب، سوءا كانت لفظية أم لا، تيارًا من الوعي.والذي يمكن أن يشير أيضًا إلى أسلوب متعلق بالأدب.
وفي نظرية نماء الطفل التي صاغها ليف فيجوتسكي، فإن الكلام الشخصي (تحدث المرء مع نفسه) في سن مبكرة يسبق الكلام الداخلي.
المحتويات
1.الوصف
2.دوره على الصحة النفسية
- الحديث الذاتي السلبي
- الحديث الذاتي الإيجابي
3.علاقته بالذات
- غياب حديث الذات
- دوره في الصدمات - الناقد الداخلي
4.الهدف
5.التطور
6.الارتباط العصبي
7. في الأدب
الوصف
خطاب الباطن، أو الخطاب الداخلي، هو تصرف بناء يقوم به العقل البشري وأداة لاكتشاف المعرفة الجديدة واتخاذ القرارات. ويعتبر بجانب المشاعر كالفرح والغضب والخوف، وما إلى ذلك، والوعي الحسي أحد الجوانب القليلة لمعالجة المعلومات والأنشطة العقلية الأخرى التي يمكن للبشر أن يدركوها مباشرة. ويبرز جدًا في الوعي الإنساني للأداء العقلي والذي ربما يبدوا على الأغلب مرادفًا لـكلمة «العقل». وبالتالي تكمن الفكرة في أن كلمة «العقل» تعني «ما الذي يشعر به الشخص عندما يفكر في الأشياء»، ويعتقد أن «التفكير في الأشياء» يتكون فقط من الكلمات المسموعة في الخطاب الداخلي. وبالتالي يجب أن تحجب هذه الفكرة الشائعة عن العقل حقيقة أن العقل يعالج باستمرار جميع أنواع المعلومات دون مستوى الوعي، أو الحقائق الأخرى التي تعيد تسمية هذا النشاط بأسماء حالات أخرى «لاعقلية» شاع افتراضها مثل «رد الفعل الانعكاسي» أو حتى في بعض الأحيان باسم «استحواذ الشياطين».
يجري الخطاب الداخلي كما يجري النقاش مع شخص ثان. فقد يفكر المرء في داخله، «أنا بحاجة إلى
27 دولارًا لأسلمها للطفل بائع الجرائد. لدي بعض النقود في محفظتي. عشرة زائد عشرة زائد خمسة... إذن لدي 25 دولارًا. ربما أسقطت عملات معدنية على الأريكة. آه، ها هم... ". يبدو أن الصيغة المثالية للخطاب الداخلي هي الصيغة التي تبدأ بعبارات عن أمور واقعية وتستمر بدقة منطقية إلى أن يتوصل إلى حل.
بناءً على وجهة النظر هذه، فإن إحراز تقدم نحو تفكير أفضل يتحقق عندما يتعلم المرء كيف يقيم مدى ترسخ «عبارات عن الحقيقة» في ذهنه بالفعل، ويتحقق بتعلم المرء كيف يتجنب الأخطاء المنطقية. ولكن يجب على المرء أيضًا أن يضع في عين اعتباره بعض الأسئلة كتلك التي تستفسر عن سبب بحثه عن حل مثل (لماذا أريد المساهمة بأموال في هذه المؤسسة الخيرية؟)، أو التي تستفسر عن سبب استمراره في الحصول على نتائج يتضح أنها منحازة في أنماط ثابتة إلى حد ما مثل (لماذا لا أعطي ابدا مالا للجمعيات الخيرية التي تفيد فئة معينة من الناس؟).
دوره على الصحة النفسية
يساهم الحديث الذاتي السلبي في الإصابة بالاضطرابات النفسية بما في ذلك الاكتئاب والقلق والشره المرضي العصبي. ويهدف العلاج الادراكي إلى تحسين الأداء عن طريق مساعدة الأشخاص على التعرف على الحديث الذاتي السلبي وتغيره. فهو يتضمن التعرف على المعتقدات التي توضح نظرتنا للعالم. يعتبر تذكيرك لنفسك بعدم قول أي شيء لها ابدا لا يمكن أن تقوله لصديق إستراتيجية جيدة لتطوير الحديث الإيجابي مع الذات.
يمكن أن يتضمن تحدي الأفكار غير المثمرة أو السلبية أسئلة:
1. تكون بمثابة التحقق من الواقع
2.تبحث عن تفسيرات بديلة
3.تضع الأمور في منظورها الصحيح
4.تكون موجه نحو الهدف
الحديث الذاتي السلبي
يشير الحديث الذاتي السلبي (المعروف أيضًا باسم الحديث الذاتي الغير مثمر) إلى الحوار النقدي الداخلي. وهو مبني على معتقدات تكونت عن أنفسنا وتطورت خلال فترة الطفولة بناء على أراء الآخرين، وخاصة الوالدين. فهذه المعتقدات تكون بمثابة العدسة التي يُنظر من خلالها إلى الحاضر. ومن الأمثلة على هذه المعتقدات الباطنة التي تفضي إلى الحديث الذاتي السلبي: «أنا بلا تقدير»، «أنا فاشل»، «أنا غير محبوب.»
الحديث الذاتي الإيجابي
يتضمن الحديث الذاتي الإيجابي (المعروف أيضًا باسم الحديث الذاتي المثمر) ملاحظة حقيقة الموقف، وتجاوز المعتقدات والتحيزات التي يمكن أن تفضي إلى الحديث الذاتي السلبي.
إن حديث الذات التكيفي هو شكل خاص من أشكال الحديث الذاتي الإيجابي والذي يساعد على تحسين الأداء. وهو أكثر فاعلية من الحديث الذاتي الإيجابي العام. ويحسن من المشاركة في مهمة ما. ويؤدي إلى ثلاثة أمور وهي:
1.يقر بالمشاعر التي يشعر بها الشخص.
2.يعيد بعض الطمأنينة.
3.لا يستخدم فيه ضمائر المتكلم.
مثال على الحديث الذاتي التكيفي، كأن يقول جون لنفسه: «جون، أنت قلق بشأن تقديم العرض التقديمي. معظم الطلاب الآخرين قلقون أيضا. لا تقلق ستكون بخير.» تكييف حديث الذات هي إستراتيجية تكييف صحية.
يركز حديث الذات الإرشادي الانتباه على عناصر المهمة ويمكن أن يحسن الأداء في المهام الجسدية التي يتعلمها المرء، ومع ذلك يمكن أن يكون له تأثير سلبي على الأشخاص الماهرون بالفعل في المهمة.
علاقته بالذات
يرتبط الكلام الداخلي ارتباطًا وثيقًا بالإحساس بالذات، ويرتبط تطور هذا الإحساس لدى الأطفال بتطور اللغة. ومع ذلك، هناك أمثلة على حديث ذاتي أو صوت داخلي لكنه يعتبر حديث أو صوت خارجي، مثل الهلوسات السمعية، وتصور الأفكار السلبية أو النقدية كناقد داخلي، والأصوات التي تعتبر نوعا من التدخل الإلهي.
ويمكن تسمية هذه الأوهام ب «إدخال الأفكار». وبالرغم من أن الضمير ليس بالضرورة أن يكون صوتا خارجيا، إلا أنه غالبًا ما يُنظر إليه على أنه «صوت داخلي».
غياب حديث الذات
وفقًا لإحدى الدراسات، هناك تباين كبير في ذكر الناس عدد مرات تجربة شعورهم بأحاديثهم الذاتية.فبعضهم يذكر بأن شعوره بحديث ذاته قليل والبعض الأخر يذكر غياب حديث الذات لديه. فالأطفال الصغار هم أقل احتمالا في ذكر استخدامهم للكلام الداخلي بدلا من التفكير البصري من الأطفال الأكبر سنًا والبالغين، على الرغم من أنه من غير المعروف ما إذا كان ذلك بسبب غياب الكلام الداخلي لديهم، أو بسبب عدم تطور مراقبة الذات لديهم على نحو كافي. وقد استشهد بهذا كدليل على فرضية «لغة الفكر»، التي تشير بوجود لغة كامنة في الدماغ، أو ما تسمى ب «لغة الفكر»، وتختلف عن اللغة الأصلية للمفكر. وكمثال على هذه الحالة، شاهد هذه المقابلة مع شخص ليس لديه حديث ذاتي: https://www.youtube.com/watch؟v=u69YSh-cFXY
دوره في الصدمات - «الناقد الداخلي»
ارتبطت الطرق التي يعمل بها الصوت الداخلي ببعض الحالات العقلية مثل اضطراب ما بعد الصدمة النفسي والقلق. وقد يكون هذا النوع من الأحاديث الذاتية بطبيعته ناقدا للفرد، وحتى أنه يصل إلى حد يقدم فيه إهانات مباشرة أو تحديات لسلوك الفرد. وحسب ما ذكرته الدكتورة ليزا فايرستون، فإن "الناقد الداخلي" قد بني على ذكريات مضمرة لصدمة خاضها الفرد في سن الطفولة"، وقد يكون ناتجًا عن صدمات كبيرة (تؤدي إلى اضطراب ما بعد الصدمة النفسي أو اضطرابات ضغط أخرى) أو صدمات صغيرة.]

الهدف
وجدت إحدى الدراسات أن الفرد يلجأ إلى استخدام الكلام الداخلي بشكل متكرر عند التنظيم الذاتي (مثل التخطيط وحل المشكلات)، والتأمل الذاتي (مثل العواطف، والدافع الذاتي، والمظهر، والسلوك / الأداء، والسيرة الذاتية)، والتفكير النقدي (على سبيل المثال، التقييم والحكم والنقد).
التطور
اقترح عالم النفس التنموي السويسري جان بياجيه، في عشرينيات القرن الماضي، فكرة أن الكلام الشخصي أو المعروف بالكلام «المتمركز حول الذات» – أي التحدث إلى نفسك بصوت عالٍ - هو الشكل الأولي للكلام، والذي يتطور منه «الكلام الاجتماعي»، ويختفي عندما يكبر الطفل . وفي ثلاثينيات القرن الماضي، اقترح عالم النفس الروسي ليف فيجوتسكي اقتراحا بديلا ألا وهو أن الكلام الشخصي يتطور من الكلام الاجتماعي، ثم يصبح فيما بعد داخلي كحديث ذاتي، بدلاً من أن يختفي. وأصبح هذا التفسير هو الأكثر قبولًا ويدعمه البحث التجريبي.
تتضمن فكرة المنشأ الاجتماعي للكلام الداخلي احتمالية وجود ما يسمى ب «الحوار الداخلي» - وهو شكل من أشكال «التعاون الداخلي مع الذات». ومع ذلك، يعتقد فيجوتسكي أن الكلام الداخلي يكتسب خصائصه النحوية الخاصة، ويستخدم بشدة الاختصارات والحذف مقارنة بالكلام الشفهي (أو حتى مقارنة بالكلام المكتوب).
وكتب آندي كلارك في عام (1998) أن اللغة الاجتماعية «هي لغة ملائمة على نحو خاص لتختار من أجل مزيدا من الأهداف الشخصية المتعلقة ب[...] التفتيش الذاتي والنقد الذاتي»، على الرغم من أن الآخرين دافعوا عن نفس الاستنتاجات لأسباب مختلفة.

الارتباط العصبي
إن مفهوم حديث الذات ليس مفهوما جديدًا، ولكن ظهور التصوير بالرنين المغناطيسي الوظيفي أدى إلى فهم أفضل لآليات الكلام الداخلي من خلال السماح للباحثين برؤية نشاط الدماغ الموضعي.
كشفت الدراسات عن الاختلافات في التنشيط العصبي للحوارات الداخلية مقابل تلك الخاصة بالأحاديث الداخلية. وأظهرت دراسات التصوير بالرنين المغناطيسي الوظيفي أن الكلام الداخلي الفردي يتضمن تنشيط التلفيف الصدغي العلوي والتلفيف الأمامي السفلي الأيسر، وهو نظام اللغة القياسي الذي ينشط أثناء ممارسة أي نوع من الكلام. ومع ذلك، فإن الكلام الداخلي الحواري يتضمن تنشيط مناطق عصبية إضافية عديدة. وأشارت الدراسات إلى وجود تداخل مع مناطق معنية بالتفكير في العقول الأخرى.
وفيما يتعلق ببحث أجري عن الكلام الداخلي، واستنادا على تحليل التصوير الطبي الوظيفي ذكر فيرن هوف: "إن علم الكلام الداخلي في منظوره الجديد يخبرنا أن الكلام الداخلي ما هو إلا عملية فردية يمكن أن تكون أي شئ. وأن معظم قوة التحدث مع الذات تأتي من الطريقة التي ينسق بها حوار بين وجهات نظر مختلفة. ويعتقد أن نظام اللغة للحوار الداخلي يعمل جنبًا إلى جنب مع جزء من نظام الإدراك الاجتماعي (وهو يقع في النصف الأيمن من الدماغ بالقرب من نقطة التقاطع بين الفص الصدغي والفص الجداري). ويبدو أن التصوير العصبي يدعم نظرية فيجو تسكي القائلة بأنه عندما يتحدث الأفراد إلى أنفسهم، فإنهم يجرون محادثة فعلية. ومما يثير الفضول هو أن الأفراد لم يظهروا نفس هذا الترتيب للتنشيط العصبي مع الأحاديث الذاتية الصامتة. وقد دعمت دراسات سابقة نظرية أن نصفي الدماغ الأيمن والأيسر يعمل كل واحد منهما على وظائف مختلفة. وقد أثبتت دراسات التصوير بالرنين المغناطيسي الوظيفي أن الكلام الداخلي يؤدي إلى تنشيط عصبي أكبر في الجزء الخلفي الأبعد من الفص الصدغي، في تلفيف هيشل.
ومع ذلك، يتوجب أن تؤخذ نتائج التصوير العصبي بحذر، لأن مناطق الدماغ التي تُنشط أثناء الكلام الداخلي الطبيعي والتلقائي تختلف عن تلك التي تُنشط عند الطلب. ففي الدراسات البحثية، يُطلب من الأفراد التحدث إلى أنفسهم حسبما يملى عليهم من كلام، وهذا الحديث الداخلي الذي يجرونه يختلف عن التطور الطبيعي للكلام الداخلي داخل عقل المرء. وتعتبر دراسة مفهوم حديث الذات دراسة مضللة إذ أنها تخضع للعديد من الآثار المترتبة مع زيادة الدراسات عليها في المستقبل.
في الأدب
في النقد الأدبي هناك مصطلح مماثل، ألا وهو مناجاة الذات. ويُستخدم هذا أحيانًا مرادف لمصطلح تيار الوعي: وهو أسلوب سرد أو نهج يحاول تصوير الأفكار والمشاعر المتعددة التي تمر عبر العقل. ومع ذلك، يشير قاموس أكسفورد للمصطلحات الأدبية إلى أنه «يمكن أيضًا تمييز كلا المصطلحين نفسياً وأدبيًا. ففي المعنى النفسي، مصطلح تيار الوعي هو الموضوع، في حين أن مناجاة الذات هي التقنية التي تقدمه». وبالنسبة لمعناهما الأدبي:«ففي حين أن مناجاة الذات تعرض دائما أفكار شخصية ما مباشرة، دون التدخل الواضح من راوي ملخص أو انتقائي، وهذا لا يعني بالضرورة أنها تخلط الأفكار بالانطباعات والتصورات، أو أنها تنتهك معايير القواعد النحوية أو المنطق، فإن تقنية تيار الوعي تفعل واحدة من هذه الأمور أو جميعها».
مراجع